# Scarabaeus andreaei
Scarabaeus andreaei là một loài bọ cánh cứng trong họ Bọ hung (Scarabaeidae).